# M̐
Cette page contient des caractères spéciaux ou non latins. S’ils s’affichent mal (▯, ?, etc.), consultez la page d’aide Unicode.
La lettre M̐ (minuscule m̐), appelée M tchandrabindou est une lettre diacritée qui est utilisée dans certaines romanisations de l’assamais, du bengali, de l’hindi, du gujarati, du marathi, du népalais, de l’oriya et du telougou. Elle est composée de la lettre M diacritée d’un tchandrabindou.

## Utilisation
Le ‹ m̐ › est utilisé dans l’ISO 15919 et plusieurs translittérations de langues indiennes du GENUNG ou de l’ALA-LC. Il est notamment utilisé dans la translittération ‹ om̐ ›, généralement transcrit ‹ om › ou ‹ aum ›. Dans les translittérations ISO 15919 et ALA-LC, le ‹n̐› est utilisé à sa place devant les consonnes palatales, gutturales, dentales ou rétroflexes. Les translittérations du GENUNG utilisent uniquement ‹m̐›.

## Représentation informatique
Le M tchandrabindou peut être représenté avec les caractères Unicode suivants :
- décomposé (latin de base, diacritiques)[1],[2] :

| formes    | représentations | chaînes de caractères | points de code | descriptions                                         |
| --------- | --------------- | --------------------- | -------------- | ---------------------------------------------------- |
| capitale  | M̐               | M◌̐                    | U+004D U+0310  | lettre majuscule latine m diacritique tchandrabindou |
| minuscule | m̐               | m◌̐                    | U+006D U+0310  | lettre minuscule latine m diacritique tchandrabindou |